# Praxithea thomsonii
Praxithea thomsonii là một loài bọ cánh cứng trong họ Cerambycidae.